# Adolfo Barrena
Adolfo Barrena Salces (Madrid, 1950) es un profesor de primaria y político español, miembro de Izquierda Unida en Aragón.

## Biografía
Ha formado parte de los movimientos de renovación pedagógica como Aula Libre o la Escuela de Verano de Aragón, y es militante de Comisiones Obreras de enseñanza, participando en ella desde los años de clandestinidad. En este sindicato ha ejercido diversas funciones, desde delegado sindical hasta responsable del departamento de medio ambiente o miembro de la comisión ejecutiva, con responsabilidades en el área económica. Desde 2002 es portavoz y coordinador regional de Izquierda Unida de Aragón y fue candidato por esta formación a la presidencia aragonesa en 2003, 2007 y 2011.
Además, destaca su compromiso por la defensa del medio ambiente. Barrena defendió ante las Cortes de Aragón, como portavoz de CCOO, una iniciativa Legislativa Popular sobre las energías renovables que, finalmente, no fue aprobada. También ha formado parte del Consejo de Protección de la Naturaleza de Aragón.
Desde diciembre de 2010, fue secretario de Medio Ambiente, Energía, Transporte y Agua de Izquierda Unida federal y, desde febrero de 2015 asume la Secretaría Ejecutiva Interna y de Organización en la dirección federal de I.U.